# Tešimi
Tešimi ist eine hethitische Göttin hattischen Ursprungs und ist die Geliebte verschiedener Gottheiten. Eine andere als Konkubine auftretende Gottheit ist Tazzuwašši oder Zuwaši.

## Name
Der hattische Name enthält das Grundwort t/šimme unbekannter Bedeutung, wobei die Wechselschreibung mit /š/ oder /t/ einen nicht genauer bestimmbaren dentalen oder palatalen Laut bezeichnet. Die Vorsilbe ta= und die Endung =t markieren das weibliche Geschlecht. Überliefert sind folgende Formen des Namens: Tešimi-, Tašimi-, Tašamet-, Tašimmet- und Timmet-. Davon fernzuhalten ist Tašammat-, die zusammen mit Tašimmet- auftreten kann. Der Name wird auch mit dem Akkadogramm IŠTAR oder dem Sumerogramm DINGIRNIN.É.GAL „Herrin des Palastes“ geschrieben.

## Wesen
Tešimi ist Geliebte des Wettergottes von Nerik in dessen Kultstadt Nerik. Als Konkubine dieses Gottes wird sie auch mit dem Sumerogramm DINGIRNIN.É.GAL geschrieben. Wenn sich der Wettergott von Nerik im Herbst, nach der Ernte oder in Phasen der Trockenheit, von den Menschen entfernt, schläft er im Schoße seiner Geliebten Tešimi und träumt süße Träume. Zudem wird Tešimi in Nerik auch mit dem Gott Telipinu verbunden.
Tašimi ist die Konkubine des Wettergottes von Liḫzina. Tašimmeti oder Timmet ist die Geliebte eines weiteren nicht näher bestimmten Wettergottes. Bei ihr könnte es sich um eine Quellgöttin handeln. Da ihr Name auch mit „Königin Ištar“ bezeichnet wird, wird ihr Platz unter den Liebesgöttinnen deutlich.
Die beiden hattischen Göttinnen Tašammat und Tašimmet gehören mit zu den Gottheiten, die gemeinsam mit dem Unterweltsgott Lelwani im ḫešta-Haus verehrt werden.

## Tazzuwašši
Als Tazzuwašši ist die Göttin die Geliebte und Beischläferin des Berg- und Vegetationsgottes Zaliyanu, während seine Frau Zašḫapuna genannt wird. Diese drei Gottheiten werden sowohl in Kaštama als auch in Tanipiya verehrt. Bei Tazzuwašši könnte es sich um eine vergöttlichte Quelle handeln.